# 金城梨紗子
金城 梨紗子（きんじょう りさこ、1994年11月21日 - ）は、日本の女子レスリング選手。石川県河北郡津幡町出身。階級は58kg級。身長160cm。現在はサントリービバレッジソリューションに所属。妹は同じくレスリング選手の恒村友香子。東京オリンピックでは姉妹優勝を果たした。

## 来歴

### ジュニア時代 - 大学卒業まで
父親の孝人はグレコローマンレスリングの元学生チャンピオンで、母親の初江は1989年の世界選手権53kg級に出場して7位というレスリング一家の下に生まれた。レスリングは小学校2年の時に母親がコーチを務める金沢ジュニアレスリングクラブで始めた。続いて妹の友香子と優梨子もレスリングを習い始めた。母親によれば、自分の娘を贔屓していると思われたくなかったので、他の生徒以上に厳しく接していたという。小学校6年の時には全国少年少女レスリング選手権大会33kg級で2位となった。
津幡中学3年の時には全国中学生選手権52kg級で優勝を飾った。
2010年に至学館高校に進むと、2年の時にはジュニアクイーンズカップ カデットの部と全国高校女子選手権で優勝した。さらには世界カデット選手権でも優勝を成し遂げた。全日本選手権51kg級では安部学院高2年の宮原優に1－2で敗れて3位だった。3年の時には全日本選抜に出場すると、2回戦においてかつて母親のチームメイトだった元世界チャンピオンで20歳年上の山本美憂を破ると、決勝でも小倉商業高校3年の入江ななみを破って優勝を飾り、世界選手権代表に選ばれた。全国高校女子選手権では56kg級で優勝を果たした。世界選手権では2回戦でインドのクマリ・バビタにフォール負けして7位に終わった。全日本選手権には55kg級に階級を上げて出場すると、準決勝で日本大学の村田夏南子と対戦するが、1－1で迎えた第3ピリオドにおいて5点差でリードしながら、ラスト1分を切ってフォール負けを喫して3位に終わった。
2013年には至学館大学に進学すると、ジュニアクイーンズカップジュニアの部では村田を2－1で破って優勝した。全日本選抜では準決勝で村田にフォール負けを喫して3位にとどまった。世界ジュニアでは準決勝まで全てフォール勝ち、決勝もテクニカルフォール勝ちを決めて優勝を飾った。全日本選手権には59kg級に階級を上げて出場するが、準決勝でALSOKの伊調馨にテクニカルフォールで敗れて3位だった。
2014年のワールドカップでは全勝でチームの優勝に貢献した。2年になりジュニアクイーンズカップジュニアの部では2連覇し、アジア選手権58kg級でも優勝した。全日本選抜では決勝で伊調に敗れた。世界ジュニアでは59kg級に出場すると全試合テクニカルフォール勝ちを収めて、昨年の55kg級に続く2階級制覇を達成した。
2015年3月のワールドカップでは優勝した。その後周囲の勧めもあって、伊調を避けて2階級上の63kg級で2016年リオデジャネイロオリンピックを狙うことに決めた。6月の全日本選抜では決勝でアジアチャンピオンの渡利璃穏を破って初優勝を成し遂げた。その後、全日本の合宿における参考試合で昨年の全日本選手権で優勝した自衛隊体育学校の伊藤友莉香を破ったことも踏まえた上で、世界選手権代表に選出されることとなった。9月の世界選手権では初戦で昨年の世界チャンピオンであるウクライナのユリア・トカチを3-0で破るなど、63kg級で初めての国際大会であるにもかかわらず決勝まで進むが、ロンドンオリンピック銅メダリストであるモンゴルのバトチェチェグ・ソロンゾンボルドにフォール負けして2位にとどまった。今回2位になったことで12月に行われる全日本選手権に出場さえすれば、規定により2016年リオデジャネイロオリンピック代表に内定することになった。12月の全日本選手権では1階級下の60kg級に出場すると、決勝で至学館高校3年の妹の友香子を10-0のテクニカルフォールで破ってオリンピック代表が決定した。
2016年2月のアジア選手権では優勝を飾った。同年8月18日のリオデジャネイロオリンピックでは2回戦でポーランドのモニカ・ミハリクを5-0、準々決勝でラトビアのアナスタシア・グリゴリエワを8-2をそれぞれ破ると、準決勝ではロシアのイナ・トラジュコワを開始2分でテクニカルフォール勝ちした。決勝ではベラルーシのマリア・ママシュクを6-0で破って、この階級では国際大会3度目の出場にしてオリンピックの金メダルを獲得した。優勝直後には大学の監督でもある栄和人を2度ほど投げつけるパフォーマンスを見せる。9月にはオリンピックでの活躍が評価されて県民栄誉賞を受賞した。11月、紫綬褒章を受章。12月の全日本選手権では58kg級に戻して出場すると、決勝で元55kg級世界チャンピオンの浜田千穂を破って優勝した。

### 大学卒業後
2017年3月に至学館大学を卒業すると、階級も60kg級に変更した。5月にはオリンピック以来の国際大会となるアジア選手権に出場して3度目の優勝を飾った。6月の全日本選抜選手権では決勝で坂野結衣を相手にテクニカルフォールを決めて優勝し、最優秀選手の明治杯を受賞。8月の世界選手権では初戦と2回戦をもたつきながらもその後調子を上げて決勝でアメリカのアリソン・レーガンを13-0のテクニカルフォール勝ちで破り初優勝する。12月の全日本選手権では新階級の62kg級に出場して優勝し、妹も59kg級で優勝して姉妹優勝となった
。
2018年3月に高崎で開催されたワールドカップでは妹と共に全勝し、日本チームも優勝する。6月には全日本選抜選手権の59kg級に出場して優勝した。前年12月の全日本選手権ではこの階級で妹が優勝していたために、7月には妹とのプレーオフにより世界選手権代表が決まるはずだったが、妹が今大会では62kg級で優勝したためにプレーオフは行わずに、59kg級で世界選手権代表になった。8月のアジア大会では62㎏級に出場するも、準決勝で63㎏級の世界チャンピオンであるモンゴルのプレブドルジ・オルホンにフォール負けを喫して3位に終わった。これにより、2015年の世界選手権決勝で敗れて以来続いてきた連勝記録も31で止まった。しかしその後、プレブドルジのドーピング違反が発覚した。なお、2019年12月になってCASによりプレブドルジのドーピング違反が正式に確定したため2位に繰り上がることになった。10月の世界選手権では決勝でヨーロッパチャンピオンであるトルコのエリフジャレ・エシリルマクを8－0で破って2連覇を果たした。
2020年東京オリンピックに向けては、姉妹での五輪出場という夢を叶えるため、62kg級は妹に譲り、自身は57kg級での出場を目指すこととなり、五輪4連覇中の伊調馨と代表の座を懸けて争うこととなった。2018年12月の全日本選手権では、1次リーグで伊調を2－1で破り日本選手として17年ぶりに伊調に勝利したものの、伊調との再戦となった決勝では2－1でリードしながら終了間際に2ポイントを取られて、2－3で逆転負けを喫した。しかし、2019年6月の全日本選抜選手権では、決勝で伊調を6-4で破って優勝。これにより、前年の全日本選手権で勝った伊調とプレーオフで世界選手権代表を争うことになった。そして、7月に行われたプレーオフでは、3-3ながらビッグポイントの2ポイントを取っていたことから勝利し、世界選手権代表に選ばれた。
9月の世界選手権では、決勝で中国の栄寧寧を9－6で破り、3度目の世界選手権優勝を果たすとともに、規定により東京オリンピックの代表権を獲得した。妹も62kg級でメダルを獲得したため、姉妹でのオリンピック出場が決まった。11月に成田で開催されたワールドカップでは全勝して日本チームの大会5連覇に貢献した。2020年2月のアジア選手権では優勝を飾った。8月の東京オリンピックでは準決勝でリオデジャネイロオリンピック53㎏級金メダリストのヘレン・マルーリスを2－1で破ると、決勝ではベラルーシのイリーナ・クラチキナを5－0で破って、オリンピック2連覇を達成した。前日に妹の友香子も優勝していたため、姉妹でオリンピックチャンピオンとなった。日本の選手としては夏季・冬季と通じて、髙木菜那、髙木美帆姉妹、阿部一二三、阿部詩兄妹に続く3組目の姉妹金メダリストにもなった。東京オリンピック レスリング 女子フリースタイル57kg級において金メダルを獲得した功績をたたえ、2021年12月13日、石川県津幡町のIRいしかわ鉄道 津幡駅前に記念のゴールドポスト（第23号）が設置された（ゴールドポストプロジェクト）。
東京オリンピック以来1年2か月ぶりの復帰戦となった2022年10月の全日本女子オープンレスリング選手権大会では、非オリンピック階級の59㎏級で優勝を飾った。12月の全日本選手権でも59㎏級に出場すると、決勝で警視庁の坂野結衣を破って優勝した
2023年6月の全日本選抜選手権ではオリンピック階級の57㎏級に出場するも、準決勝で世界チャンピオンの櫻井つぐみに1－11のテクニカルフォール負けを喫して、パリオリンピック出場は極めて厳しくなった。7月には非オリンピック階級である世界選手権59㎏級代表決定プレーオフで、南條早映に終了間際に逆転負けを喫した。パリオリンピック出場はならなかったものの、12月の全日本選手権59㎏級では決勝でアイシンの永本聖奈を9－2で破って優勝した。
2024年4月のアジア選手権では初戦で世界チャンピオンの張琪に1－1の内容差で敗れるも、その後の敗者復活戦を勝ち上がって3位になった。5月の全日本選抜選手権では準決勝で日体大1年の尾西桜に4－8で敗れて3位だったが、世界選手権59㎏級代表決定プレーオフで尾西を6－6の内容差で破って代表に選ばれた。10月には世界選手権決勝でモンゴルの選手を4－2で破って優勝した。

## 私生活
梨紗子が10代の時からの熱烈な倖田來未ファンであり、試合の際には倖田の楽曲を聴いて士気を高めるのがルーティンであるという。リオデジャネイロオリンピックの後に倖田本人と知己を得て、梨紗子の試合の際に倖田が応援にかけつけたこともあるほど親交を深めている。
2021年東京オリンピック後の8月27日（妹・友香子の24歳の誕生日）、同じレスリング選手の金城希龍と結婚したことを公表した。2022年5月10日には第1子となる長女を出産した。
なお、梨紗子は結婚後も現役を続けることを希望しており、日本レスリング協会には登録名を結婚後の名義である「金城梨紗子」で届け出ている。
2024年4月には日大大学院の総合社会情報研究科に妹の友香子とともに進学した。

## セクハラ告発
2019年11月に県スポーツ特別賞を贈呈された際に川井は、石川県レスリング協会会長の下池新悟による暴言と両親への嫌がらせについて非難した。下池は高校の大会において川井の父親の前で、「石川県には五輪の内定者が2人（川井と62キロ級の妹・友香子）います。しかし、残念ながら女です」、リオデジャネイロオリンピックの際の激励会では、両親の前で「とびが鷹を生む」とそれぞれ発言したという。また、川井の母親に募金箱を持たせて激励会の費用集めをさせていたと川井及び母親は主張している。さらには、リオデジャネイロオリンピックの際に壮行会を開いてくれなかったともいう。加えて、川井の母親が指導するクラブの教え子を国体に出場させなかったり、気に入らいない者はクビにするなどの発言を行い、協会の私物化を図っているとさえ訴えた。これに対して下池は、「残念ながら女です」と発言したことを真っ向から否定するとともに、川井の両親への嫌がらせについても全面的に否定した。リオデジャネイロオリンピックの際には川井に100万円近い金額を与えたのに感謝の言葉が一言もなかったし、オリンピック後の祝賀会も必要ないと言われたという。
12月には石川県レスリング協会副会長の久野均が、川井の主張は基本的に事実だとして、下池の辞任を要求するに至った。2020年2月に石川県レスリング協会は、久野の言動が規則違反に当たるとして、久野を除名した。

## 主な戦績
- 2006年 - 全国少年少女レスリング選手権大会 2位（33kg級）

52kg級での戦績
- 2009年 - 全国中学生選手権 優勝
- 2011年 - ジュニアクイーンズカップ カデットの部 優勝
- 2011年 - 全国高校女子選手権 優勝
- 2011年 - 世界カデット選手権 優勝

51kg級での戦績
- 2011年 - 全日本選手権 3位
- 2012年 - ヤリギン国際大会 優勝
- 2012年 - クリッパン女子国際大会 シニアの部 優勝
- 2012年 - ジュニアクイーンズカップ ジュニアの部 3位
- 2012年 - ジュニアオリンピック ジュニアの部 2位
- 2012年 - 全国高校女子選手権 優勝（56kg級）
- 2012年 - 全日本選抜 優勝
- 2012年 - 世界選手権 7位

55kg級での戦績
- 2012年 - 全日本レスリング選手権大会 3位 55
- 2013年 - ジュニアクイーンズカップ ジュニアの部 優勝
- 2013年 - ジュニアオリンピック ジュニアの部 優勝
- 2013年 - 全日本選抜 3位
- 2013年 - 世界ジュニア 優勝
- 2013年 - FILAゴールデングランプリ 2位
- 2013年 - 全日本選手権 3位(59kg級)

58kg級での戦績
- 2014年 - ワールドカップ 優勝
- 2014年 - ジュニアクイーンズカップ ジュニアの部 優勝(59kg級)
- 2014年 - アジア選手権 優勝
- 2014年 - 全日本選抜 2位
- 2014年 - 世界ジュニア 優勝（59kg級）
- 2015年 - ワールドカップ 優勝

63kg級での戦績
- 2015年 - 全日本選抜 優勝
- 2015年 - 世界選手権 2位
- 2015年 - 全日本選手権 優勝(60kg級)
- 2016年 - アジア選手権 優勝
- 2016年 - リオデジャネイロオリンピック 優勝
- 2016年 - 全日本選手権 優勝（58kg級）

60kg級での戦績
- 2017年 -　アジア選手権 　優勝
- 2017年 - 全日本選抜 優勝
- 2017年 - 世界選手権　優勝

62kg級での戦績
- 2017年 - 全日本選手権 優勝
- 2018年 - ワールドカップ 優勝
- 2018年 - 全日本選抜選手権　優勝(59kg級)
- 2018年 -　アジア大会　3位(後に2位に繰り上がった)
- 2018年 - 世界選手権　優勝

57㎏級での戦績
- 2018年 - 全日本選手権　2位
- 2019年 - 全日本選抜選手権　優勝
- 2019年 - 世界選手権　優勝
- 2019年 - ワールドカップ 優勝
- 2020年 -　アジア選手権　優勝
- 2021年 -　東京オリンピック　優勝

59㎏級での戦績
- 2022年 -　全日本女子オープンレスリング選手権大会 優勝
- 2022年 - 全日本選手権　優勝
- 2023年 - 全日本選抜選手権　5位(57kg級)
- 2023年 - 全日本選手権 優勝
- 2024年 -　アジア選手権　3位
- 2024年 - 全日本選抜選手権　3位
- 2024年 - 世界選手権　優勝

(出典)